# ラスムス・シュレル
ラスムス・シュレル（Rasmus Schüller 、1991年6月18日 - ）は、フィンランド・エスポー出身の同国代表プロサッカー選手。ユールゴーデンIF所属。ポジションはMF。

## 経歴

### クラブ
2008年、FCホンカでプロデビュー。
2012年2月、HJKヘルシンキに移籍。
2015年10月、スウェーデン・アルスヴェンスカンのBKヘッケンに加入。
2017年1月24日、アメリカ・MLSのミネソタ・ユナイテッドFCに移籍。
2020年1月、古巣HJKヘルシンキに復帰。
2021年1月、スウェーデンのユールゴーデンIFに加入。

### 代表
2013年3月、親善試合のルクセンブルク戦でフィンランド代表デビュー。

## タイトル
HJKヘルシンキ
- ヴェイッカウスリーガ: 2012, 2013, 2014, 2017, 2020
- フィンランド・カップ: 2014, 2017, 2020
- フィンランド・リーグカップ: 2015

BKヘッケン
- スウェーデンカップ: 2015–16